# 污染避难所假说

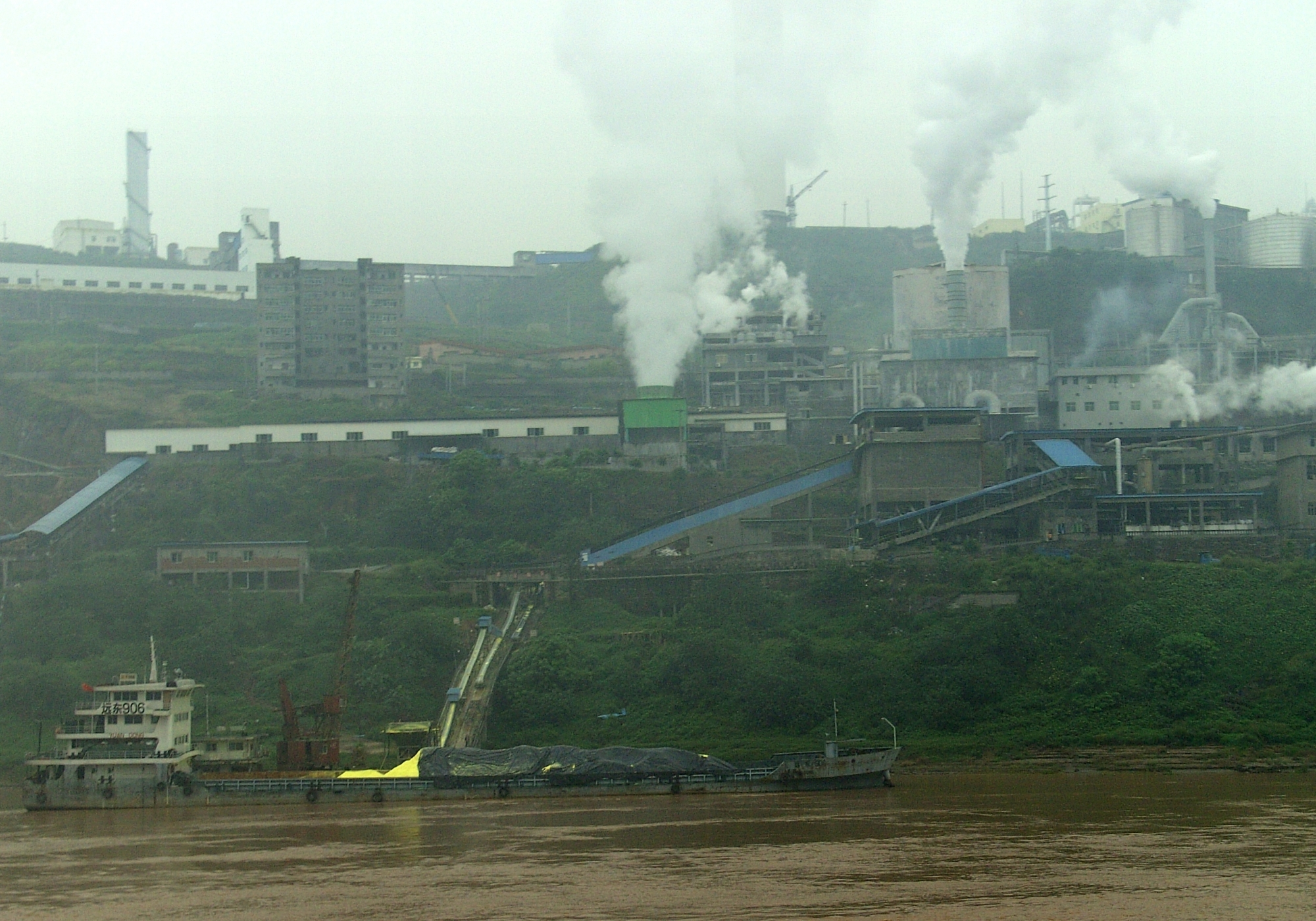
长江岸边烟囱林立的工厂

污染避难所假说（英語：pollution haven hypothesis）认为，大型工业化国家的企业在国外建厂时，通常会选址在资源和劳动力最便宜的地方，以获得所需土地和原材料。但是，这通常是以不环保的行为为代价的。资源和劳动力便宜的发展中国家中，环境法规往往相对不严格；而相反，在环境法规更严格的国家，满足这些标准会产生更高的成本，因而对这些企业而言更加昂贵。因此，投资海外的公司倾向于选址在（转移到）环境标准最低或执法力度最弱的国家。

## 假设的三个层次
1. 污染控制成本在边际上产生影响，对投资决策和贸易流动产生一定影响。
2. 污染控制成本非常重要，足以对贸易和投资产生可度量的影响。
3. 为了吸引投资或促进出口，各国会将其环境标准定在社会效益最高的水平以下。[2]

层次1和2已获得经验支持，但该假设对于其他投资和贸易因素的显著性性仍存在争议。一项研究发现，环境法规对一国的外商直接投資具有强烈的负作用，特别是在按就业计量的污染密集型行业中。但是，同一项研究也发现，一个国家的邻国现行的环境法规对本国的贸易流量影响不大。

## 公式和变形
Yi = αRi + XiβI + εi
上式中，Y是经济活动，R是监管严格度，X是影响Y的其他特征的集合，而ε是误差项。理论上，通过更改R的值，分析师能够计算其对经济活动的预期影响。根据污染避难所假说，该公式表明环境法规严格度与经济活动是负相关的，因为法规提高了污染密集型产品的关键投入成本，并降低了这些产品在辖区内的比较优势。缺乏比较优势导致公司转向环境标准较低的国家，从而降低Y。
扩展的公式如下所示：
Yit = vi + αRit + γTit + θRitTit + X’βit + εit
该扩展公式考虑了贸易自由化程度（即一国中存在的貿易壁壘水平，记为T）是否会增加经济活动（Y）和监管严格度（R）之间的负相关性。一些作者称，贸易壁垒对环境的影响不成比例，而该等式却试图量化贸易壁垒与监管严格度之间的相互作用，以及对经济体产出的相应影响。

## 与环境库兹涅茨曲线的联系

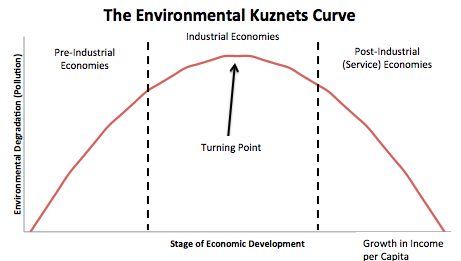
使用Microsoft Excel对环境库兹涅茨曲线进行简单的描绘。

环境库兹涅茨曲线（EKC）是一个概念模型，表明一个国家的污染程度随着发展和工业化而上升，到一个转折点后，又随着该国使用其日益丰富的财力来治理污染而下降。有学者指出，其中蕴含的暗示是，发达国家的良好环境可能要以发展中国家更肮脏的环境为代价。从这个意义上讲，环境库兹涅茨曲线可能是污染避难所假说的反映，因为后工业化经济体产生的废物大量涌入可能是导致前工业化经济体环境退化加剧的因素之一。发达国家通过贸易和外国投资转移污染企业，可减少环境恶化，对应环境库兹涅茨曲线中下降的区间。这种模型在国家尺度的发展中是正确的，但它未必适用于地方尺度。

## 真实案例
美国人回收的越来越多废电池正被送往墨西哥，而在墨西哥，工人将其中的铅用粗制的方法提取出来——这些工艺在美国是非法的。废电池出口量增加的原因是环境保护局针对铅污染制定了严格的新标准，使在美国国内回收更加困难和昂贵；但法规并未禁止公司将工作岗位和危险出口到环境标准低、执法不严的地区。从这个意义上讲，墨西哥正成为美国电池行业的污染避难所，而墨西哥环境官员也承认他们缺乏资金、人力和技术能力来监管这种要素流动。根据《纽约时报》2011年的数据，美国汽车和工业废电池中，有20％出口到了墨西哥，这意味着当年约有2000万个电池过境，而2007年这一比例仅为6％。该过程中有很大一部分电池被标为“金属废料”后走私。

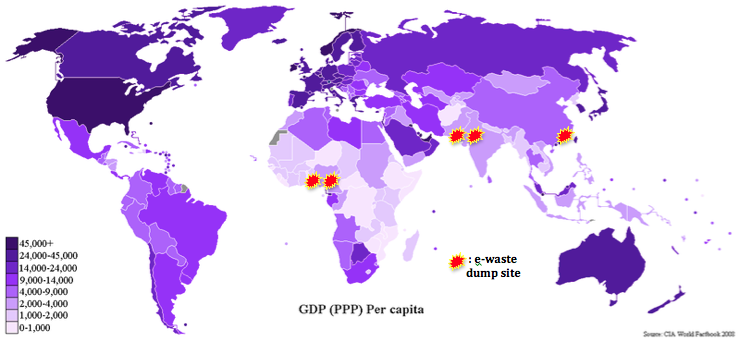
标示了2013年已知的电子垃圾堆放场的人均购买力平价GDP地图。

此处世界地图标明了电子废物堆放场所（或工业化国家的国民或跨国公司转移其废弃电子设备的场所）以及各国家和地区的人均GDP（按购买力平价计算）。

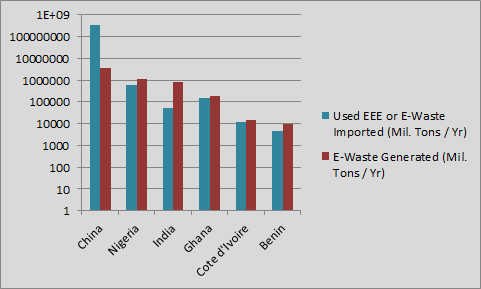
《京都议定书》非附件1国家的二手电子电气设备和电子垃圾估计进口量，以及其本国的产生量。

虽然人均国内生产总值购买力平价并不是经济发展的完美指标，而电子垃圾堆放场也只是更大的污染避难所的一小部分，但该地图的确说明了电子垃圾堆放场通常位于相对较贫穷、不发达的国家和地区，基本支持了污染避难所假说。
在中國，污染避難所假說基本得到了研究的證實。有學者提出，由於中國經濟分權、政治集權的體制，地方政府有動機放鬆環境管制，導致中國成為「污染避難所」。另外，也有學者分析後認為，污染避難所假說在中國是基本成立的，且相鄰地區之間存在逐底竞争，但是具體情況因時、因地而異。外商對華投資的「污染避難所」已經從原本的東部轉移到西部，污染避難所假說在中國西部基本成立，但在東部，與之相反的「污染光環假說」成立，即環境規制強反而有利於吸引外資。

## 争议
关于污染避难所理论的第一个争议领域与上文所述公式有关。对监管严格度（R）进行合理的定量并不容易，而我们又需要知道辖区的环境法规导致辖区内的生产成本提高了多少。但是，这些法规导致的合规成本可能以环境税、法规延迟、诉讼的威胁或执行、产品重新设计，或排放限制等不同形式出现。成本形式的多样性使R难以量化。
对第二种公式的另一个主要批评是，由于监管的严格度和贸易壁垒两种效果很可能是内生的，因此很难量化，也就很少有研究试图估计贸易自由化对污染避难所的间接影响。此外，政府有时会进行低效率的竞争，通过降低环境标准来事实上吸引污染行业。但是，按照传统的经济学理论，福利最大化的政府应该制定标准，以使边际收益在能覆盖边际成本。这意味着环境标准在各地方并不是相等的，因为各辖区的环境自净能力、减排成本和社会对环境的态度不同，这意味着污染标准存在差异性。引申而言，这意味着从经济意义上讲，工业向不那么严格的地区转移，可能并不会引发效率方面的关注。
最后一个有争议的领域是污染避难所假说是否有经验支持。例如，研究已找到有统计学意义的证据表明空气质量差的国家的煤炭净要素出口确实较高，但相对于其他变量而言，其影响的幅度较小。诺贝尔经济学奖得主保罗·克鲁格曼怀疑污染避难所是否在经济理论上有经验支持，他写道：“目前，很难想出污染避难所现象的行业的主要案例，其程度足以导致国际性的负外部性。但这并不是说将来不会出现这样的案例。”
上述的第3层次受到了一些经验论证的反对，尤其是在最近20年中。一些经济学家认为，一旦在一国引入更高的环境标准，该国内的大型跨国公司可能会推动执法，以降低本地小公司的成本优势。这种影响将使具有严格环境标准的国家成为大型公司的避风港。这种观点认为，污染源主要是较小的公司，而不是如污染避难所假说的其他支持者所认为的那样，是大型跨国公司。
此外，還有一種和污染避難所假說相反的理論：污染光環假說（pollution halo hypothesis）。該假說提出，跨國公司掌握了更先進的環保技術，在海外投資的過程中會有技術的溢出效應，從而提升當地的環保技術和環保標準。